# Subcultura leather

La bandiera dell'orgoglio leather, assurta a simbolo della sottocultura fetish BDSM

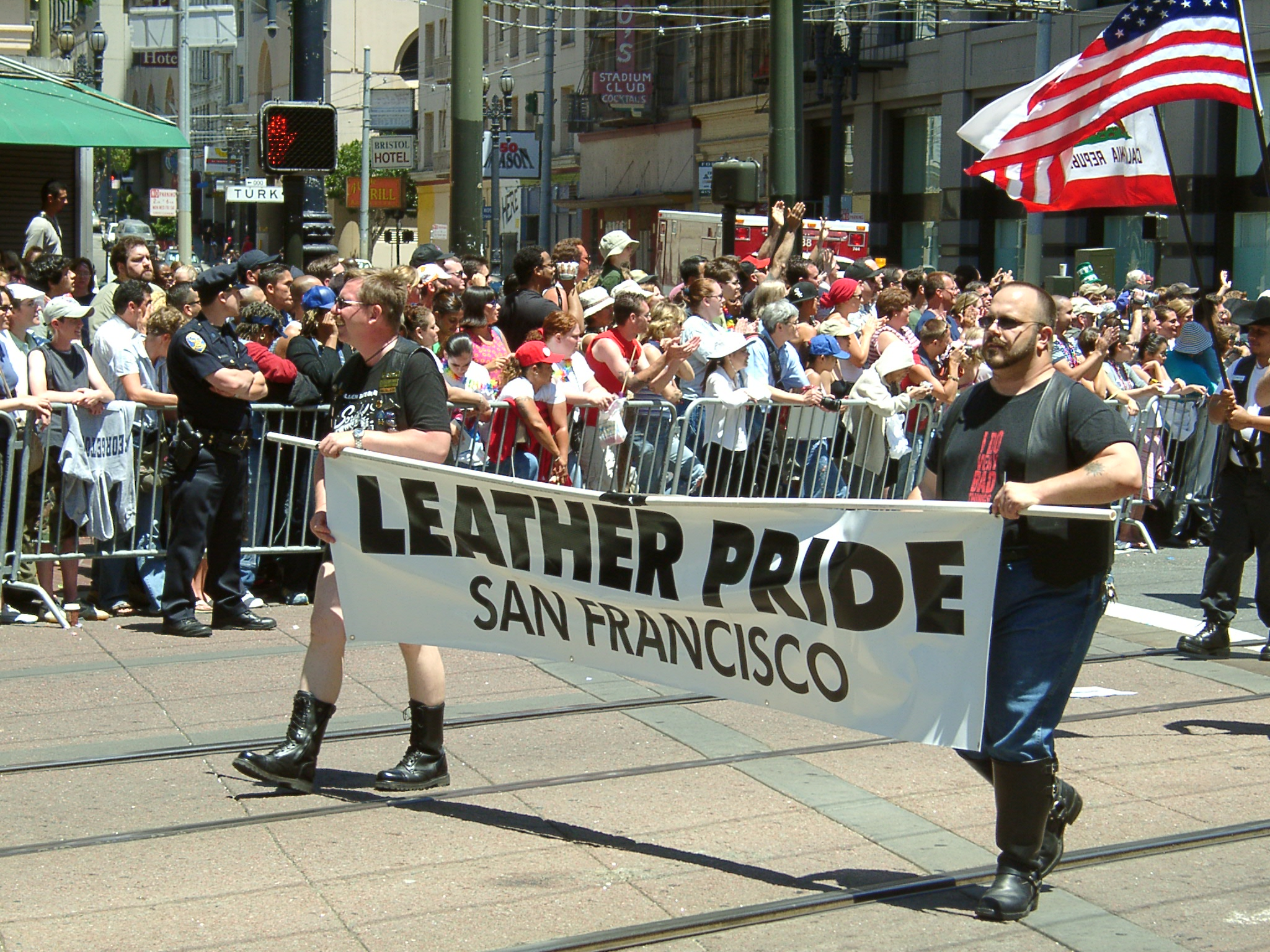
I membri leather al Gay Pride di San Francisco, 2004

La subcultura leather denota uno stile di abbigliamento organizzato attorno a determinate pratiche sessuali; indossare capi di abbigliamento di pelle è uno dei modi che i partecipanti di questa cultura utilizzano per distinguersi consapevolmente dalle culture sessuali tradizionali. La cultura leather è tra quelle più visibili nelle comunità gay ed è più spesso associata con i suoi rappresentanti maschili ("leathermen"), ma può riflettersi anche in vari modi nei mondi culturali di gay, lesbiche, bisessuali ed eterosessuali.
Molti associano automaticamente le pratiche leather e i suoi numerosi sottogruppi col BDSM (Bondage/Discipline, Dominance/Submission, Sado/Masochism, chiamato anche "SM" or "S&M"-sadomaso), anche se l'indossare abbigliamento di pelle di colore nero è per il leather indicativo di una moda intesa ad esprimere un'accresciuta mascolinità e potenza erotica e non necessariamente sadomaso. Il leather s'accompagna ad un senso d'autonomia e libertà, all'amore nei confronti dell'uso della motocicletta, ma anche al feticismo della pelle e al Kink.

## Storia

### Origini popolari e sociali

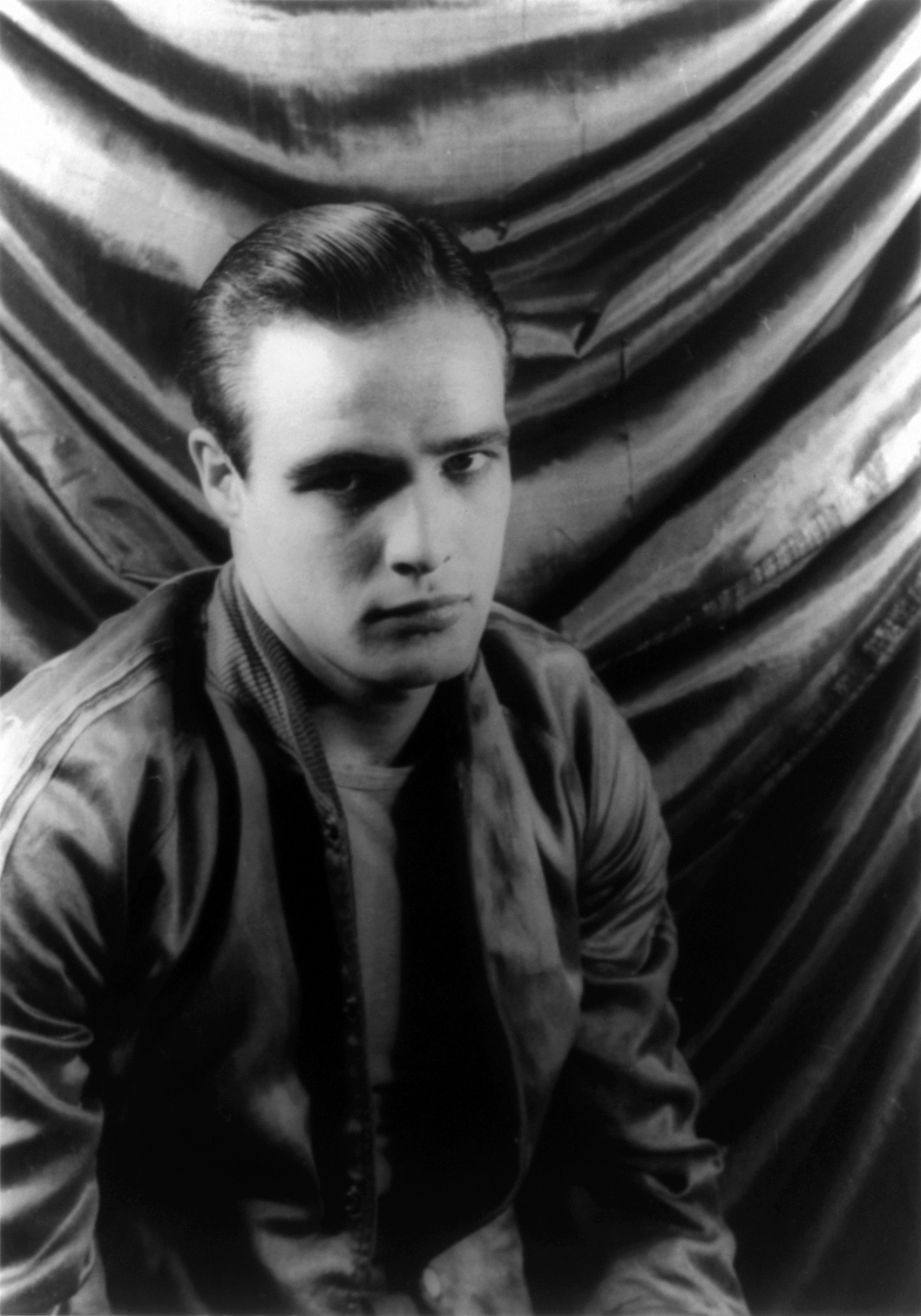
Marlon Brando in giacca di pelle negli anni cinquanta del XX secolo

La cultura maschile gay leather esiste fin dagli anni quaranta del XX secolo , dal mondo del Moto club sviluppatosi subito dopo la fine della seconda guerra mondiale. I primi bar gay leather erano versioni subculturali dei pionieristici "gay motorcycle clubs", tra cui uno dei conosciuti ed affermati fu il "Satyrs" con sede a Los Angeles a partire dal 1954, seguito dal "New York Motorbike Club" nel 1958 e dai "Warlocks" e "California Motor Club" di San Francisco. In Europa si sono sviluppati inizialmente ad Amsterdam e a Berlino.
Tutti questi club, sia quelli di matrice gay che quelli eminentemente etero, riflettono in generale una disaffezione verso la cultura dominante, la cui notorietà si è ampliata con notizie sensazionalistiche a seguito della sommossa di Hollister (California) nel 1947 presso l'American Motorcyclist Association. Il film del 1953 Il selvaggio vede l'interprete protagonista Marlon Brando indossare jeans, T-shirt, una giacca di pelle e un cappello Muir, riproducendo una fascinazione pop-culturale anche grazie alla somiglianza assunta proprio con i motociclisti di Hollister; ne derivò anche la promozione dell'immagine maschile in quei gay insoddisfatti dello stereotipo che li voleva sempre e comunque affetti da irrecuperabile effeminatezza.
Come risultato di tutte queste commistioni la comunità leather emersa dai moto club divenne anche il luogo pratico e simbolico per fare nuove esperienze da parte dei gay all'interno del mondo sadomaso.

### Tradizioni e rappresentazioni

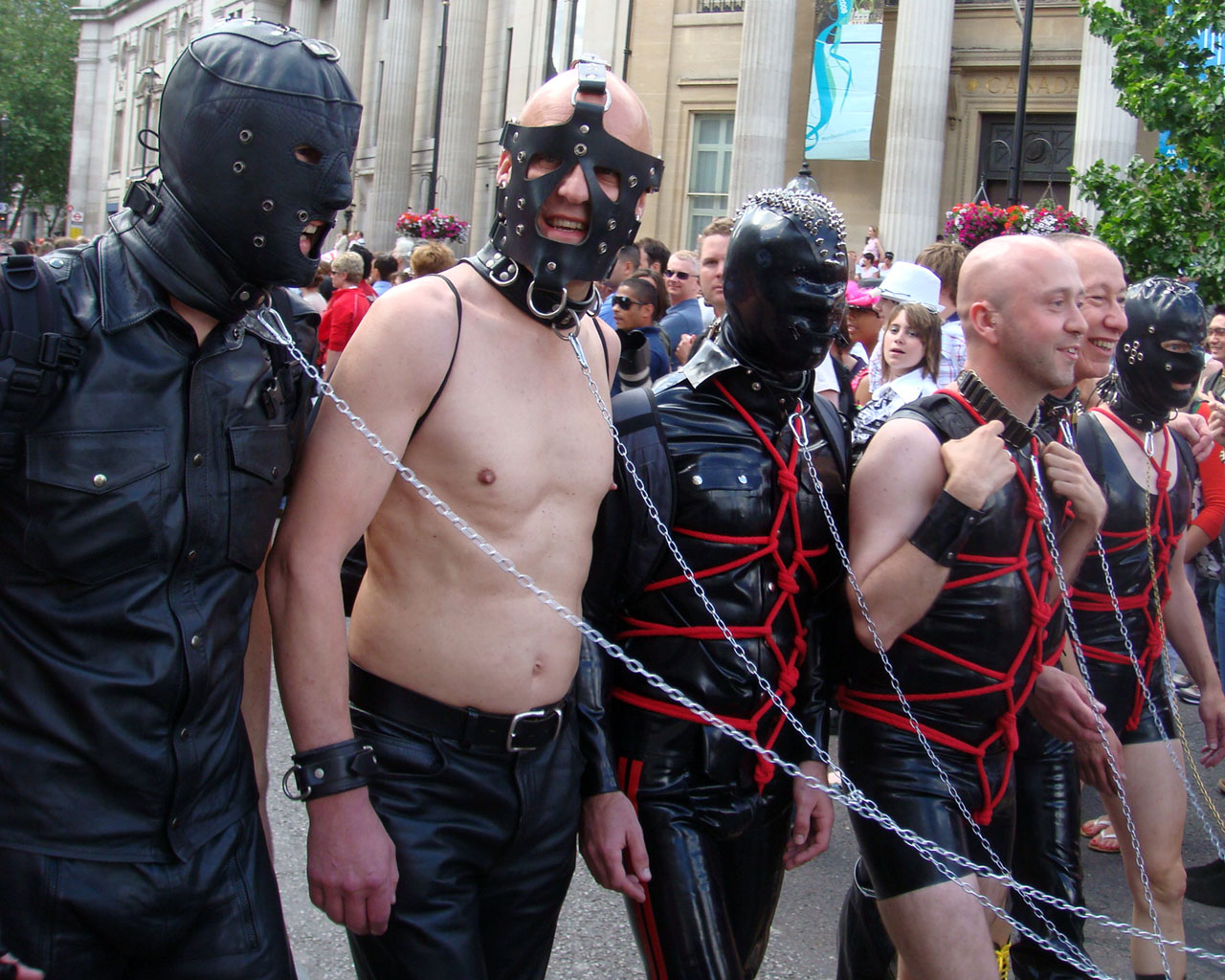
Rappresentanti leather SM al Pride di Londra, 2008

Nonostante il "Leather Vecchia Guardia" o Old Guard Leather, sia un culto ed uno stile di vita reale ed ancora praticato da coloro che si identificano come Old Guard Leathermen, oggi la sottocultura leather è uno dei tanti aspetti sessualità alternativa semi organizzata e molti degli appartenenti descrivono la scelta che li portano ad individuarsi come leather come risultato di un lungo periodo introspettivo.

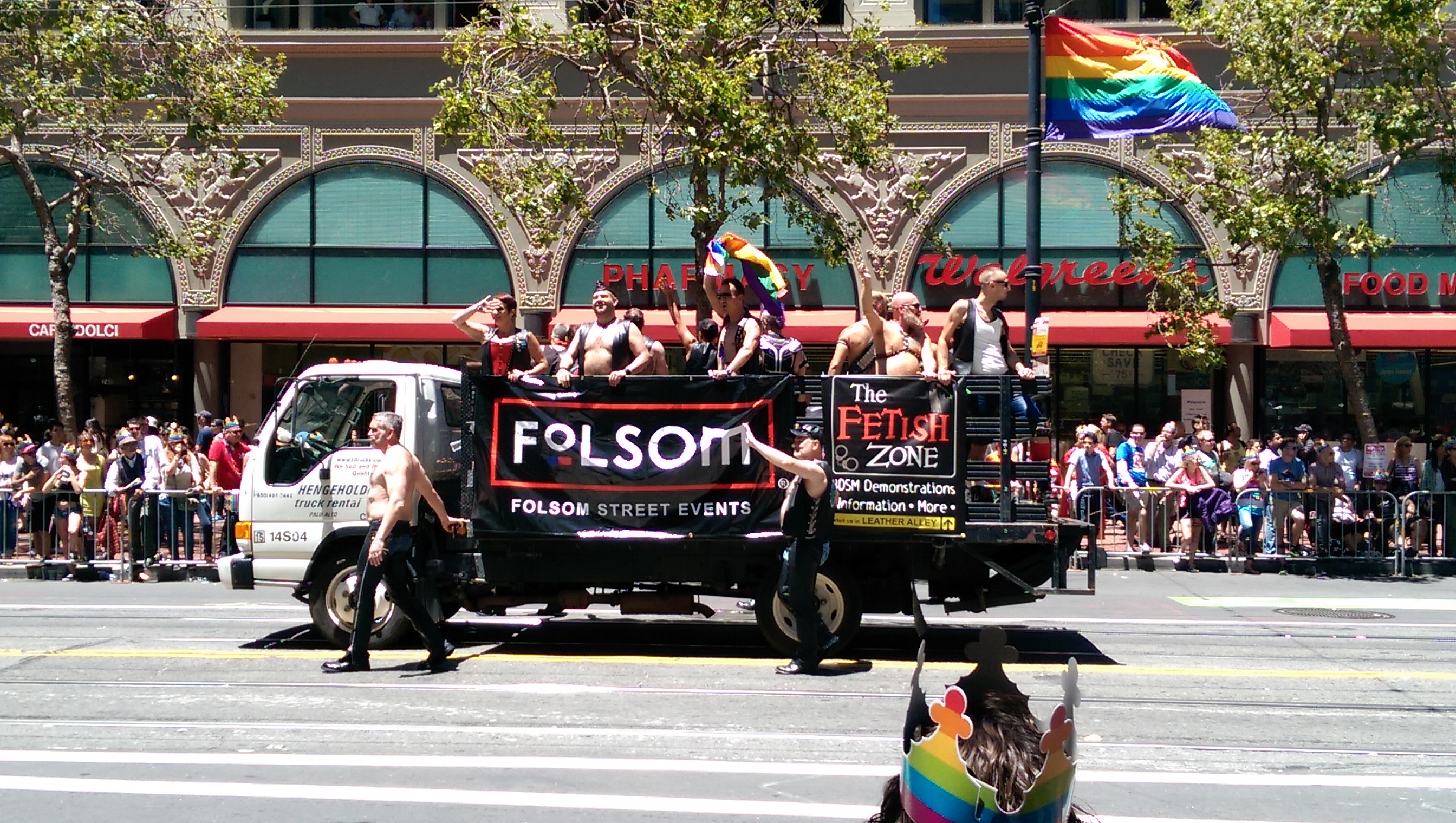
Il carro di Folsom Street Fair al Pride di San Francisco, 2014

L'estetica più specificamente intrisa di omoerotismo della cultura maschile leather attinge da varie fonti, prima fra tutte la divisa militare, influenza che è particolarmente evidente nelle illustrazioni grafiche di Tom of Finland. I film pornografici di Peter berlin, come "notti in pelle nera" del 1973 riflettono e promuovono anche e soprattutto l'estetica della sottocultura leather; nel 1970 Berlino aveva già diversi e variegati club leather nella zona gay attorno a Nollendorfplatz, nel 1975 il più grande evento fetish gay d'Europa fu il "Easter in Berlin Leather Festival".
Aspetti della cultura leather appaiono poi anche in Cruising, film del 1980 con Al Pacino basato sul romanzo omonimo scritto da Jay Green un decennio prima: la pellicola descrive per la prima vota gli aspetti della sottocultura leather maschile ad un vasto pubblico. Il cantante Rob Halford, cantante gay dichiarato della band heavy metal Judas Priest, ha sempre indossato abiti di pelle nera durante i suoi spettacoli; infine, forse nessun altro ha più vividamente rappresentato la sottocultura lether nell'immaginario popolare dell'interpretazione che ne dà Glenn Hughes dei Village People. Anche Freddie Mercury ha indossato capi di abbigliamento riconducibili a questa sottocultura tra la fine degli anni '70 e l'inizio degli' 80.

## Bibliografia

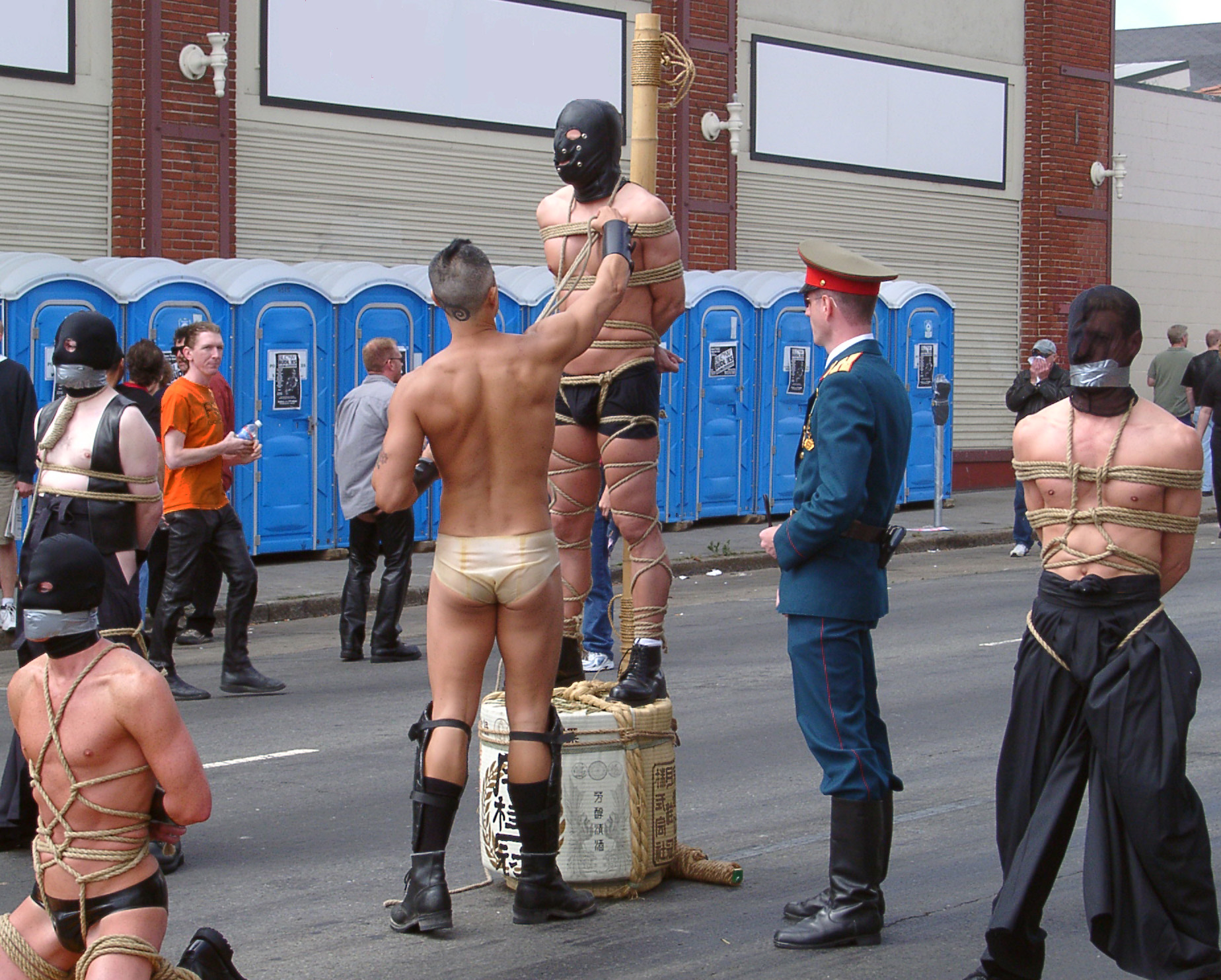
Dimostrazione di vari shibari da parte del movimento leather a San Francisco nel 2003